# Mao Dun
Mao Dun, właśc. Shen Dehong (沈德鴻; ur. 4 lipca 1896 w Wuzhen, zm. 27 marca 1981) – chiński pisarz i działacz społeczny. 
Urodził się w Wuzhen w prowincji Zhejiang. W 1913 podjął studia na Uniwersytecie Pekińskim, które ze względu na trudną sytuację materialną musiał przerwać w 1916 roku. Następnie pracował jako dziennikarz. Od 1920 roku redagował miesięcznik „Xiaoshuo Yuebao” (小说月报), tworzony w duchu ideologii Ruchu 4 Maja. Na łamach pisma popularyzował literaturę światową oraz idee realizmu i demokratyzmu w literaturze. W tym czasie związał się z powstającym w Chinach ruchem komunistycznym. Brał udział w ekspedycji północnej. Po rozpoczęciu w 1927 roku przez Czang Kaj-szeka kampanii przeciwko komunistom musiał się ukrywać, a w 1928 roku uciekł do Japonii. Do Chin powrócił w 1930 roku i podjął działalność w Lidze Pisarzy Lewicowych. W tym okresie powstały jego najbardziej znane utwory, m.in. trylogia powieściowa Zaćmienie (1928), powieści Tęcza (1930) i Przed świtem (1933). Ukazywał w nich ubóstwo, protesty chłopskie, pauperyzację drobnych handlarzy i walkę z agresją japońską. W latach 1937–1945 był członkiem kierownictwa Ogólnochińskiego Stowarzyszenia Działaczy Literatury i Sztuki na rzecz Oporu Wobec Wroga.
Po utworzeniu Chińskiej Republiki Ludowej w 1949 został ministrem kultury. Piastował to stanowisko do 1964 roku. Od 1949 do swojej śmierci w 1981 był także przewodniczącym Związku Pisarzy Chińskich.
Od 1982 Stowarzyszenie Pisarzy Chińskich przyznaje Nagrodę Literacką im. Mao Duna.